# ارکیده ریشوی آبی
ارکیده ریشوی آبی (نام علمی: Calochilus caesius) نام یک گونه از سرده ارکیده‌های ریشو است.